# Guanaja
Guanaja est l'une des îles, la seconde en superficie avec 50 km2 et la plus orientale, du département des Islas de la Bahía, au Honduras, située dans la mer des Caraïbes.
Longue de 17 km et d'une largeur maximale de 7 km, elle se trouve à environ 70 km de la côte nord du Honduras et 12 km à l'est de Roatán, la plus grande île de ce département.
La  majorité des 10 000 îliens vit dans le chef-lieu, Bonacca, qui concentre également l'activité commerciale, situé sur la face sud-est, non pas sur le sol de l'île mais sur une paire de récifs coralliens. Les deux autres communes importantes sont Mangrove Bight et Savannah Bight, sises dans la partie nord.

## Histoire
Guanaja est découverte le 30 juillet 1502 par Christophe Colomb, lors de son 4e et dernier voyage (1502-1504) et il débarque sur la plage de Soldadao, sur la côte nord. En raison de la présence de résineux, il la baptise Isla de los pinos (l'île des pins). Au XVIIIe siècle, l'île est habitée, entre autres, par des sujets britanniques, ce qui explique la diffusion de l'anglais. 
Dans la nuit du 26 au 27 octobre 1998, l'ouragan Mitch frappe Guanaja et, inexplicablement, au lieu de continuer son cheminement, il stationne 39 heures sur l'île. Les habitants mesurent l'étendue des dégâts le matin du 29 octobre 1998. Le téléphone et l'électricité sont inexistants, une partie de Bonacca, construite sur pilotis, est détruite et 90 % des bâtiments et habitations des 2 autres agglomérations sont gravement endommagés. La nature paie également un lourd tribut, est complètement défigurée et une vision apocalyptique, telle celle après une attaque aux produits défoliants, s'offre aux insulaires. 
Depuis ce désastre, la végétation a repris ses droits et a retrouvé en partie son aspect d'origine.

## Économie

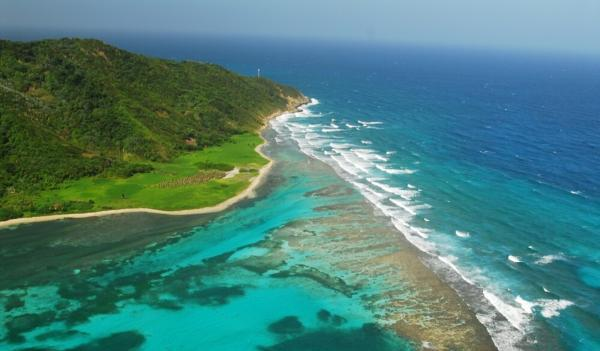
Vue aérienne d'une partie de l'île en juillet 2008

L'économie de Guanaja est fondée sur la pêche et essentiellement sur les revenus du tourisme.
Ceinte par un récif corallien, l'île possède de belles plages de sable blanc aux eaux turquoise et elle attire tout particulièrement les amateurs de plongée sous-marine.

## Transport
Avec une seule route reliant Mangrove Bight et Savannah Bight, l'essentiel des déplacements s'effectue par bateau. Ainsi, un canal, à hauteur de Bonacca, coupe l'île de part et d'autre et permet un accès plus rapide entre le chef-lieu et les endroits situés dans la partie nord. 
À partir de La Ceiba, Guanaja est desservie par une ligne aérienne.

## Sources et références
- André-Marcel d'Ans : Écologie politique d'un désastre : Le Honduras après l'ouragan Mitch, Éditions Karthala, 2005 -  (ISBN 2-84586-657-7)
- (es) Guanaja, sur le site laprensahn.com, consulté le 2 avril 2008